# Anisodactylus haplomus
Anisodactylus haplomus es una especie de escarabajo del género Anisodactylus, categorizada en la tribu Harpalini, de la subfamilia Harpalinae. Fue descrita por Chaudoir en 1868.

## Distribución
Se distribuye por América del Norte: Estados Unidos.

## Tratamiento taxonómico
Fue publicada en Observations synonymiques sur les carabiques de l'Amérique septentrionale et descriptions d'espèces nouvelles de ce pays. -. Revue et Magasin de Zoologie Pure et Appliquée et de Sériciculture Comparée (2), 20: 161-171, 211 -217, 239-245, 283-301, 331-345. (1868).